# Onzekere tijden
Onzekere tijden is het negentiende stripalbum uit de Ravian-reeks. Het album is getekend door Jean-Claude Mézières met scenario van Pierre Christin.

## Inhoud
In de vier uithoeken van de kosmos gebeuren vreemde dingen die ogenschijnlijk niets met elkaar te maken hebben. Ravian en Laureline proberen antwoord te krijgen op de vragen die ze zich stellen sinds de verdwijning van de Aarde in de toekomst.